# El ajedrez del amor
El ajedrez del amor es una serie de televisión original de Ricardo López Aranda emitida en 1968 por la primera cadena de Televisión Española los sábados a las 22:00 horas, en episodios de 55 minutos.

## Episodios
- Un vals para el recuerdo (20 de enero de 1968). Realización: Pilar Miró. Reparto: Mary Carrillo, Tomás Blanco y Luis Peña.
- No quiero volver a soñar ( 27 de enero de 1968). Realización: Pilar Miró. Reparto: María Luisa Merlo, Rafael Arcos, Alicia Hermida, Claudia Gravy, David Areu, María Luisa Rubio y Daniel Dicenta.
- El juego inocente (10 de febrero de 1968). Realización: Pilar Miró. Intérpretes: Pastor Serrador (Julián), Lola Herrera (Elena), Paco Morán (Juan) , Tina Sainz (Elvira), Carmen Rossi (Sofía), Juan Lizárraga (Alberto), Conchita Rabal (Valentina).
- Siempre Dulcinea (17 de febrero de 1968). Realización: Alberto González Vergel
- Empezando a vivir (24 de febrero de 1968). Realización: Pilar Miró. Intérpretes: Maria Asquerino (Mac), Rafael Navarro (Charles), Emilio Gutiérrez Caba (Fred), Manuel  Galiana (Mark), Teresa  Hurtado (Mary),Tomás Blanco (Donald).